# Erik Pérez
Erik Gregorio Pérez Ruvalcaba (Guadalupe, Nuevo León; 19 de noviembre de 1989), conocido como Goyito Pérez, es un artista marcial mixto mexicano que compite en la división de peso gallo.

## Primeros años
Erik nació en la ciudad de Guadalupe del estado de Nuevo León, en México. Creció de una familia de deportistas; su hermano mayor Jorge es boxeador profesional, mientras que sus hermanos Iván y Jair son, al igual que él, artistas marciales mixtos. Los tres pelearon en la promoción Combate Américas.
Tras emigrar permanente a los Estados Unidos, Erik estableció un campo de entrenamiento de tiempo completo en Jackson's MMA en Albuquerque. 

## Carrera de artes marciales mixtas

### Carrera temprana
Debutó como profesional el 3 de mayo de 2008 y desde entonces había acumulado un récord de 10 victorias y 4 derrotas, incluyendo dos triunfos ante peleadores británicos en BAMMA, antes de firmar contrato con UFC.

### Ultimate Fighting Championship
Pérez se enfrentó a John Albert el 1 de junio de 2012 en The Ultimate Fighter 15 Finale reemplazando a Byron Bloodworth, quien fue eliminado de la pelea. Pérez ganó la pelea a través de una controvertida sumisión al brazo, ya que Albert no pareció someterse verbalmente ni hacer tapping, pero la pelea fue detenida por el árbitro.
Pérez se enfrentó a Ken Stone el 11 de agosto de 2012 en UFC 150. Ganó por KO en el primer asalto en 17 segundos. Con esta victoria, obtuvo el nocaut de peso gallo más rápido en la historia de peso gallo de UFC y WEC.
Pérez se enfrentó a Byron Bloodworth el 29 de diciembre de 2012 en UFC 155. Ganó la pelea por nocaut técnico en el primer asalto.
Se esperaba que Pérez enfrentara a Johnny Bedford el 27 de abril de 2013 en UFC 159. Sin embargo, se retiró de la pelea solo unos días antes del evento citando una lesión y fue reemplazado por Bryan Caraway.
Pérez se enfrentó a Takeya Mizugaki el 28 de agosto de 2013 en UFC Fight Night 27. Perdió la pelea por decisión dividida.
Pérez luego enfrentó a Edwin Figueroa en UFC 167. Ganó la pelea por decisión unánime.
Pérez se enfrentó a Bryan Caraway el 7 de junio de 2014 en UFC Fight Night 42. Perdió la pelea por sumisión de estrangulamiento trasero desnudo en la segunda ronda.
Se esperaba que Pérez enfrentara a Marcus Brimage el 15 de noviembre de 2014 en UFC 180. Sin embargo, Pérez se retiró de la pelea a mediados de octubre citando una lesión en el hombro.
Pérez fue vinculado brevemente a una pelea con Damian Stasiak el 21 de noviembre de 2015 en UFC Fight Night 78. Sin embargo, Stasiak fue retirado de la pelea y reemplazado por Taylor Lapilus. Ganó la pelea por decisión unánime.
Pérez se enfrentó a Francisco Rivera el 30 de julio de 2016 en UFC 201. Ganó la pelea de ida y vuelta por decisión unánime.
Pérez se enfrentó a Felipe Arantes el 5 de noviembre de 2016 en UFC Fight Night: dos Anjos vs. Ferguson. Se le concedió una victoria por decisión dividida.

### Combate Américas
Pérez firmó con Combate Américas el 31 de octubre de 2017 después de rescindir su contrato con UFC.
El 15 de marzo de 2018 se anunció que Pérez pelearía contra el boxeador David «DJ» Fuentes. La pelea tuvo lugar el 20 de abril y Erik ganó la pelea por nocaut.
Se esperaba que Pérez encabezara Combate Américas México vs. EE. UU. contra John Castañeda el 13 de octubre de 2018, pero la pelea se pospuso para una fecha posterior porque Castañeda contrajo una infección por estafilococos.
Pérez luego encabezó Combate Américas Combate Monterrey el 17 de noviembre de 2018 contra Andrés Ayala. Ganó la pelea por estrangulamiento trasero desnudo en el primer asalto.

### Bellator MMA
Pérez firmó un contrato de múltiples peleas con Bellator MMA.
Pérez hizo su debut promocional contra Toby Misech en Bellator 236 el 20 de diciembre de 2019. Perdió la pelea por nocaut en el primer asalto.
Pérez se enfrentó a Josh Hill en Bellator 244 el 21 de agosto de 2020. Perdió la pelea por decisión unánime.
Se esperaba que Pérez enfrentara a Brian Moore en Bellator 258 el 7 de mayo de 2021. Sin embargo, Moore dio positivo por COVID-19 y se retiró de la pelea. Fue reemplazado por Blaine Shutt. Pérez ganó el combate por decisión unánime.
Pérez estaba programado para enfrentar a Brett Johns el 16 de octubre de 2021 en Bellator 268. Sin embargo, el 5 de octubre, se anunció que Pérez estaba lesionado y la pelea fue cancelada.
Pérez estaba programado para enfrentar a Cee Jay Hamilton, ocupando el lugar de Jared Scoggins, el 22 de abril de 2022 en Bellator 278. Pérez, a su vez, se retiró de la pelea y Hamilton no fue reprogramado, sino que se le pagó el dinero del espectáculo, a pesar de no pesar ni pelear.
Pérez se enfrentó a Enrique Barzola el 10 de marzo de 2023 en Bellator 292. Perdió la pelea por decisión unánime.
El 8 de febrero de 2024, Pérez fue liberado de su contrato con la promoción.[cita requerida]

## Campeonatos y logros
- Ultimate Fighting Championship
  - El nocaut más rápido en la historia del peso gallo (0:17)
  - El cuarto porcentaje más alto de precisión en derribos en la historia de la división de peso gallo de UFC (55,9%)
  - Sexta defensa de golpe más significativa en la historia de la división de peso gallo de UFC (66,7 %)
  - Ocupó el octavo lugar por menos golpes absorbidos por minuto en la historia del peso gallo (2.09)
  - UFC.com Awards
    - 2012: Puesto n.° 2 como recién llegado del año.[42]

## Récord en artes marciales mixtas
| Récord profesional | Récord profesional | Récord profesional |
| 29 peleas          | 20 victorias       | 9 derrotas         |
| ------------------ | ------------------ | ------------------ |
| Nocaut             | 5                  | 1                  |
| Sumisión           | 8                  | 2                  |
| Decisión           | 7                  | 6                  |

| Resultado | Récord | Oponente          | Método                      | Evento                                      | Fecha                    | Ronda | Tiempo | Localización              | Notas                                                     |
| --------- | ------ | ----------------- | --------------------------- | ------------------------------------------- | ------------------------ | ----- | ------ | ------------------------- | --------------------------------------------------------- |
| Derrota   | 20–9   | Enrique Barzola   | Decisión (unánime)          | Bellator 292                                | 10 de marzo de 2023      | 3     | 5:00   | San José, California      | Debut en peso pluma.                                      |
| Victoria  | 20–8   | Blaine Shutt      | Decisión (unánime)          | Bellator 258                                | 7 de mayo de 2021        | 3     | 5:00   | Uncasville, Connecticut   |                                                           |
| Derrota   | 19–8   | Josh Hill         | Decisión (unánime)          | Bellator 244                                | 21 de agosto de 2020     | 3     | 5:00   | Uncasville, Connecticut   |                                                           |
| Derrota   | 19–7   | Toby Misech       | KO (golpes)                 | Bellator 235                                | 20 de diciembre de 2019  | 1     | 0:54   | Honolulu, Hawái           | Pelea de peso pactado (141,4 lbs); Misech no dio el peso. |
| Victoria  | 19–6   | Andrés Ayala      | Sumisión (rear-naked choke) | Combate Americas - Combate Monterrey        | 17 de noviembre de 2018  | 1     | 3:39   | Monterrey                 |                                                           |
| Victoria  | 18–6   | David Fuentes     | KO (golpes)                 | Combate Americas - Combate Estrellas 2      | 20 de abril de 2018      | 3     | 1:22   | Monterrey                 |                                                           |
| Victoria  | 17–6   | Felipe Arantes    | Decisión (dividida)         | UFC Fight Night: dos Anjos vs. Ferguson     | 5 de noviembre de 2016   | 3     | 5:00   | Ciudad de México          |                                                           |
| Victoria  | 16–6   | Francisco Rivera  | Decisión (unánime)          | UFC 201                                     | 30 de julio de 2016      | 3     | 5:00   | Atlanta, Georgia          |                                                           |
| Victoria  | 15–6   | Taylor Lapilus    | Decisión (unánime)          | The Ultimate Fighter Latin America 2 Finale | 21 de noviembre de 2015  | 3     | 5:00   | Monterrey                 |                                                           |
| Derrota   | 14–6   | Bryan Caraway     | Sumisión (rear-naked choke) | UFC Fight Night 42                          | 7 de junio de 2014       | 2     | 1:52   | Albuquerque, Nuevo México |                                                           |
| Victoria  | 14–5   | Edwin Figueroa    | Decisión (unánime)          | UFC 167                                     | 16 de noviembre de 2013  | 3     | 5:00   | Las Vegas, Nevada         |                                                           |
| Derrota   | 13–5   | Takeya Mizugaki   | Decisión (dividida)         | UFC Fight Night 27                          | 28 de agosto de 2013     | 3     | 5:00   | Indianápolis, Indiana     |                                                           |
| Victoria  | 13–4   | Byron Bloodworth  | TKO (puñetazos)             | UFC 155                                     | 29 de diciembre de 2012  | 1     | 3:50   | Las Vegas, Nevada         |                                                           |
| Victoria  | 12–4   | Ken Stone         | KO (golpes)                 | UFC 150                                     | 11 de agosto de 2012     | 1     | 0:17   | Denver, Colorado          | KO más rápido en la historia del peso gallo de UFC.       |
| Victoria  | 11–4   | John Albert       | Sumisión (armbar)           | The Ultimate Fighter 15 Finale              | 1 de junio de 2012       | 1     | 4:18   | Las Vegas, Nevada         |                                                           |
| Victoria  | 10–4   | Paul McVeigh      | Decisión (unánime)          | BAMMA 8                                     | 10 de diciembre de 2011  | 3     | 5:00   | Nottingham, Inglaterra    |                                                           |
| Victoria  | 9–4    | James Brum        | Sumisión (rear-naked choke) | BAMMA 7                                     | 10 de septiembre de 2011 | 1     | 3:31   | Birmingham, Inglaterra    | Pelea de peso pactado (140 lbs).                          |
| Victoria  | 8–4    | Douglas Frey      | Decisión (unánime)          | Shark Fights 17: Horwich vs. Rosholt 2      | 15 de julio de 2011      | 3     | 5:00   | Frisco, Texas             | Pelea de peso pactado (150 lbs).                          |
| Victoria  | 7–4    | Jesse Thorton     | Sumisión (rear-naked choke) | STFC 15: Nature of the Beast                | 15 de abril de 2011      | 2     | 2:34   | McAllen, Texas            |                                                           |
| Victoria  | 6–4    | France Atala      | Sumisión (rear-naked choke) | Triple A Promotions                         | 12 de marzo de 2011      | 1     | 1:53   | Laredo, Texas             |                                                           |
| Derrota   | 5–4    | Jason Sampson     | Decisión (dividida)         | STFC: 9/3/10                                | 3 de septiembre de 2010  | 3     | 5:00   | McAllen, Texas            |                                                           |
| Derrota   | 5–3    | David Fuentes     | Sumisión (armbar)           | STFC 11: Night of Champions                 | 28 de mayo de 2010       | 3     | 3:01   | McAllen, Texas            |                                                           |
| Victoria  | 5–2    | Jeremiah Castillo | Sumisión (armbar)           | SCA: Duke City Fall Brawl 2                 | 25 de noviembre de 2009  | 1     | 2:23   | Albuquerque, Nuevo México |                                                           |
| Victoria  | 4–2    | Fabián Jacquez    | Sumisión (rear-naked choke) | DCMMAS: Duke City MMA Series 2              | 25 de julio de 2009      | 1     | 0:55   | Albuquerque, Nuevo México |                                                           |
| Victoria  | 3–2    | Albert Martínez   | TKO (golpes)                | STFC 6: Evolution                           | 11 de abril de 2009      | 1     | 2:17   | Odessa, Texas             |                                                           |
| Victoria  | 2–2    | Sabino Becerra    | Sumisión (triangle choke)   | STFC 4: Fuentes vs. King                    | 1 de noviembre de 2008   | 1     | 3:29   | McAllen, Texas            |                                                           |
| Victoria  | 1–2    | Josh Scales       | TKO (golpes)                | STFC 3: War Zone                            | 2 de agosto de 2008      | 1     | 1:09   | McAllen, Texas            |                                                           |
| Derrota   | 0–2    | Alfredo Morales   | Decisión (dividida)         | Warriors Fighting Championship              | 28 de junio de 2008      | 3     | 3:00   | Ciudad de México          |                                                           |
| Derrota   | 0–1    | Tim Snyder        | Decisión (dividida)         | STFC 2: Aftershock                          | 3 de mayo de 2008        | 3     | N/A    | Edinburg, Texas           |                                                           |